# Václav Koukal
Václav Koukal (* 4. ledna 1946 Litomyšl) je bývalý český politik, v letech 2006 až 2012 senátor za obvod č. 50 – Svitavy (nestraník za KDU-ČSL), v letech 2004 až 2008 zastupitel Pardubického kraje, v letech 2001 až 2006 starosta města Svitavy.

## Život
Pracoval v letech 1964 až 1967 jako konstruktér podniku Adast Polička, v letech 1967 až 1976 jako vedoucí technického rozvoje Okresního průmyslového podniku Polička a posléze (až do roku 1990) na pozici projektanta v Zemědělských stavbách Svitavy.
Václav Koukal je ženatý (manželka Eva Koukalová) a má jednu dceru.

## Politické působení
Mezi roky 1990 až 2001 zastával pozici místostarosty Svitav, od ledna 2001 do listopadu 2006 pak město vedl jako starosta. V roce 2004 byl zvolen zastupitelem Pardubického kraje za Koalici pro Pardubický kraj, mandát vykonával do roku 2008.
Od roku 2006 do roku 2012 působil také jako nezávislý senátor za obvod č. 50 – Svitavy zvolený za KDU-ČSL. V horní komoře Parlamentu ČR působil jako místopředseda Výboru pro záležitosti Evropské unie. V roce 2012 se rozhodl funkci neobhajovat a odešel z politického života.